# Hypercompe aramis
Hypercompe aramis är en fjärilsart som beskrevs av Charles Oberthür 1881. Hypercompe aramis ingår i släktet Hypercompe och familjen björnspinnare. Inga underarter finns listade i Catalogue of Life.